# Maria Luisa Wandruszka
Maria Luisa Wandruszka (* 1950 in Wien) ist eine österreichische Germanistin.

## Leben
Sie studierte Philosophie und Germanistik in Köln und Heidelberg. Von 1973 bis 1981 war sie Dozentin für Deutsch an der Universität Parma und sie lehrte von 1981 bis 2012 Deutsche Literatur an der Universität Bologna. Sie ist Mitglied der AIG - Associazione Italiana di Germanistica, der Società delle Letterate (SIL), der Internationalen Vereinigung für Germanistik (IVG) und der Oesterreichischen Gesellschaft für Germanistik (OeGG).
Maria Luisa Wandruszka ist eine Tochter des Historikers Adam Wandruszka.

## Schriften (Auswahl)
- La cantante di Hofmannsthal. Firenze 1988, ISBN 88-7380-095-5.
- Der Abenteurer und die Sängerin. Über Hugo von Hofmannsthal. Wien 2005, ISBN 3-85165-701-2.
- Marie von Ebner-Eschenbach. Erzählerin aus politischer Leidenschaft. Wien 2008, ISBN 978-3-85165-845-3.
- Ingeborg Bachmanns „ganze Gerechtigkeit“. Wien 2011, ISBN 3-7092-0005-9.